# Vivsta, Sundsvalls kommun
Inte att förväxla med Vivsta i Timrå.
Vivsta är en småort, belägen mellan tätorterna Matfors och Klingsta och Allsta, i Sundsvalls kommun, Västernorrlands län.